# آب‌چنداران تل‌دراز
آب‌چنداران تل‌دراز، روستایی از توابع بخش لوداب شهرستان بویراحمد در استان کهگیلویه و بویراحمد ایران است.

## جمعیت
این روستا در دهستان لوداب قرار دارد و براساس سرشماری مرکز آمار ایران در سال ۱۳۸۵، جمعیت آن ۲۱۴ نفر (۳۶خانوار) بوده‌است.